# Марія Мангупська
Марія Мангупська (? — 19 грудня 1477 р.) — дружина господаря Молдови Штефана III Великого, походила з роду мангупських князів Феодоро. Дочка князя Феодоро Олубея (Олексія II). Була в спорідненості з константинопольськими Палеологами та болгарськими Асенями.
У 1472 році разом з братом Александром вирушила до Молдови, де 14 вересня того ж року була повінчана з господарем Штефаном III Великим. У стратегічному відношенні цей шлюб дуже важливий. Після падіння Візантії Європа намагалася зупинити Мехмета II та відвоювати Константинополь — священний центр та християнські ворота Європи. І тому пускалися у хід інтриги, робилися дуже великі дипломатичні зусилля.
Штефан цілком усвідомлено готувався до боротьби за візантійський престол. Шлюб із Марією посилив його політичні позиції в очах європейської спільноти. Але турецький султан Мехмет II Фатіх, який захопив Константинополь і Трапезунд, вже прийняв титул Кайсар-і Рум, буквально «Цезар Риму» і не потребував конкурентів, готових очолити новий хрестовий похід.
У шлюбі зі Штефаном у 1473 році Марія народила двох близнюків — Богдана та Ілляша. Однак життя їх було дуже коротким. Ілляш помер у тому ж році, що й народився, а Богдан помер у 1479 році, проживши лише шість років.
В 1475 році після облоги турецькими військами впав Мангуп, а після страти в 1476 її брата Александра і рідна династія Марії.
Марія Мангупська померла 1477 року у віці 27 років. Найважливішим джерелом дослідження питання про походження Мангупської династії є похоронна пелена Марії, що зберігається в монастирі Путна (Румунія). Зображені на ній герби та монограми Палеологів (двоголовий орел) та болгарських Асенів (лев) вказують на родинні стосунки мангупських династів із цими найзнатнішими родами Імперії. Жодних натяків на інші родинні зв'язки ця реліквія не містить. На покривалі розташований напис: «…Це є покров труни раби Божої благочестивої і христолюбної пані Іо Стефана воєводи господаря Землі Молдавської Марії іже і відбулася до вічної обителі в році 6985 (1477), місяця грудня 19-го, о п'ятій годині». Незадовго до смерті Марія Мангупська пожертвувала афонському монастирю Григоріату ікону Пресвятої Богородиці з написом: «Молитва благочестивої пані Марії Асен Палеолог, пані Молдовлахії».

## Кіновтілення
- " Стефан Великий — Васлуй 1475[ro] " (Румунія, 1975) — Віолета Андрій.